# Педосфера
Педосфера је спољашњи слој Земље, који се састоји од земљишта. Педосфера се налази на граници контакта и интеракције - атмосфере, литосфере, хидросфере и биосфере, где је густина животних супстанци максималне вредности. Педосфера је дебљине - 1,5 до 2 метра и стара - 350-500 милиона година. Педосфера је јако важна за трговину, земљорадњу, у рударство. Глобалне карактеристике земљишта које обухвата педосфера су: литосфера, хидросфера, атмосфера и биосфера.
Педосфера делује као посредник хемијског и биогеохемијског тока у и из ових система и састоји се од гасовитих, минералних, течних и биолошких компоненти. Педосфера се налази унутар критичне зоне, ширег интерфејса који укључује вегетацију, педосферу, системе водоносника подземних вода, реголит и коначно завршава на некој дубини у стени где биосфера и хидросфера престају да праве значајне промене у хемији на дубини. Као део ширег глобалног система, било које одређено окружење у коме се формира земљиште је под утицајем искључиво његовог географског положаја на планети јер се климатске, геолошке, биолошке и антропогене промене дешавају са променама географске дужине и географске ширине.
Педосфера лежи испод вегетативног покривача биосфере и изнад хидросфере и литосфере. Процес формирања земљишта (педогенеза) може да почне без помоћи биологије, али се значајно убрзава у присуству биолошких реакција, где се формира угљенични сунђер земљишта. Формирање тла почиње хемијским и/или физичким разлагањем минерала да би се формирао почетни материјал који прекрива темељни супстрат. Биологија то убрзава лучењем киселих једињења која помажу у разбијању камена. Посебни биолошки пионири су лишајеви, маховине и семене биљке, али се дешавају многе друге неорганске реакције које диверзификују хемијски састав раног слоја тла. Након што се акумулирају производи временског утицаја и распадања, кохерентно тело тла омогућава миграцију течности вертикално и бочно кроз профил тла, изазивајући јонску размену између чврстих, течних и гасовитих фаза. Како време напредује, геохемијска маса слоја тла ће одступити од почетног састава темељне стене и еволуирати у хемију која одражава тип реакција које се дешавају у тлу.

## Литосфера
Примарни услови за развој земљишта су контролисани хемијским саставом стене на којој ће се земљиште на крају формирати. Типови стена који чине основу профила тла су често или седиментне (карбонатне или силицијумске), магматске или метамагне (метаморфизоване магматске стене) или вулканске и метавулканске стене. Тип стене и процеси који доводе до њеног излагања на површини контролишу се регионалним геолошким окружењем специфичног подручја које се проучава, а који су центрирани око основне теорије тектонике плоча, накнадних деформација, издизања, спуштања и таложења.
Метамагрматске и метавулканске стене чине највећу компоненту кратона и имају висок садржај силицијум диоксида. Магматске и вулканске стене су такође богате силицијум-диоксидом, али са неметаморфозираним стенама, временске прилике постају брже и мобилизација јона је распрострањенија. Стене са високим садржајем силицијум диоксида производе силицијумску киселину као производ временских утицаја. Постоји неколико типова стена који доводе до локализованог обогаћивања неких од биолошки ограничавајућих елемената као што су фосфор (P) и азот (N). Фосфатни шкриљци (< 15% P2O5) и фосфорити (> 15% P2O5) се формирају у аноксичним дубоким базенима који чувају органски материјал. Зелени камен (метабазалт), филит и шкриљци ослобађају до 30–50% азотног базена. Дебеле сукцесије карбонатних стена често се таложе на маргинама кратона током пораста нивоа мора. Широко распрострањено растварање карбоната и минерала који испаравају доводи до повишених нивоа Mg2+, HCO−
3, Sr2+, Na+, Cl− и SO2−
4 јона у воденом раствору.

## Елувијални процес и растварање минерала
Процесом формирања земљишта доминира хемијско трошење силикатних минерала, потпомогнуто киселим производима пионирских биљака и организама, као и уносом угљене киселине из атмосфере. Угљена киселина се производи у атмосфери и слојевима земљишта реакцијом карбонизације.
{\displaystyle {\ce {H2O + CO2 <=> H+ + HCO3- H2CO3}}}
Ово је доминантни облик хемијског трошења и помаже у разградњи карбонатних минерала као што су калцит и доломит и силикатних минерала као што је фелдспат. Разлагање Na-фелдспата, албита, угљеном киселином да би се формирала каолинитна глина је како следи:
{\displaystyle {\ce {2 NaAlSi3O8 + 2 H2CO3 + 9 H2O <=> 2 Na+ + 2 HCO3- + 4 H4SiO4 + Al2Si2O5(OH)4}}}
Доказ ове реакције на терену би био повишен ниво бикарбоната (HCO−
3), јона натријума и силицијум диоксида у отицању воде.
Разградња карбонатних минерала:
{\displaystyle {\ce {CaCO3 + H2CO3 <=> Ca^2+ + 2 HCO3-}}}
{\displaystyle {\ce {CaCO3 <=> Ca^2+ + CO3^2-}}}
Даље растварање угљене киселине и бикарбоната (HCO−
3) производи гас CO2. Оксидација је такође велики допринос разградњи многих силикатних минерала и формирању секундарних минерала (дијагенеза) у раном профилу земљишта. Оксидација оливина (FeMgSiO4) ослобађа Fe, Mg и Si јоне. Mg је растворљив у води и преноси се у отицај, док Fe често реагује са кисеоником да би исталожио  (хематит), оксидовано стање оксида гвожђа. Сумпор, нуспродукт распадајућег органског материјала, такође реагује са гвожђем да би се формирао пирит (FeS2) у редукционом окружењу. Растварање пирита доводи до високог  нивоа због повишених јона H+ и даљег таложења Fe2O3, што на крају мења редокс услове животне средине.

## Биосфера
Уноси из биосфере могу почети са лишајевима и другим микроорганизмима који луче оксалну киселину. Ови микроорганизми, повезани са заједницом лишајева или независно насељеним стенама, укључују бројне плаво-зелене алге, зелене алге, разне гљиве и бројне бактерије. Лишаји се дуго сматрани пионирима развоја тла као што сугерише следећа Исозакијева изјава из 1997:
Почетно претварање стене у земљу обављају пионирски лишајеви и њихови наследници, маховине, у којима ризоиди налик длакама преузимају улогу корена у разбијању површине у фину прашину.
Међутим, лишајеви нису нужно једини пионирски организми нити најранији облик формирања тла, јер је документовано да биљке које носе семе могу заузети подручје и колонизирати га брже од лишајева. Такође, еолска седиментација (генерисана ветром) може произвести високе стопе акумулације седимента. Без обзира на то, лишајеви сигурно могу издржати теже услове од већине васкуларних биљака и иако имају спорију стопу колонизације, чине доминантну групу у алпским регионима.
Органске киселине које се ослобађају из корена биљке укључују сирћетну киселину и лимунску киселину. Током распадања органске материје фенолне киселине ослобађају се из биљне материје, а хуминску и фулвинску киселина ослобађају микроби земљишта. Ове органске киселине убрзавају хемијско отказивање временских услова комбиновањем са неким од производа за временске услове у процесу познатом као хелација. У профилу земљишта, ове органске киселине су често концентрисане на врху профила, док угљена киселина игра већу улогу према дну профила или испод у водоносном слоју.
Како се стуб тла даље развија у дебље акумулације, веће животиње почињу да насељавају тло и настављају да мењају хемијску еволуцију своје одговарајуће нише. Кишне глисте прозрачују тло и претварају велике количине органске материје у богат хумус, побољшавајући плодност земљишта. Мали укопавајући сисари чувају храну, узгајају младе и могу хибернирати у педосфери мењајући ток еволуције тла. Велики биљоједи сисари изнад земље преносе хранљиве материје у облику отпада богатог азотом и рогова богатих фосфором, док грабежљивци остављају гомиле костију богате фосфором на површини тла, што доводи до локализованог обогаћивања тла испод.

## Редокс услови у мочварним земљиштима
Кружење нутријената у језерима и слатководним мочварама у великој мери зависи од редокс услова. Под неколико милиметара воде хетеротрофне бактерије метаболишу и троше кисеоник. Оне стога исцрпљују кисеоник из тла и стварају потребу за анаеробним дисањем. Неки анаеробни микробни процеси укључују денитрификацију, редукцију сулфата и метаногенезу и одговорни су за ослобађање N2 (азота),  (водоник сулфид) и CH4 (метан). Други анаеробни микробни процеси су повезани са променама у оксидационом стању гвожђа и мангана. Као резултат анаеробног распадања, земљиште складишти велике количине органског угљеника јер угљенични сунђер тла остаје нетакнут.
Редок потенцијал описује на који начин ће се хемијске реакције одвијати у земљиштима са недостатком кисеоника и контролише кружење хранљивих материја у поплављеним системима. Редок потенцијал, или редукциони потенцијал, се користи да изрази вероватноћу да окружење прими електроне и стога постане редуковано. На пример, ако систем већ има доста електрона (аноксични, органски богати шкриљци), он се редукује. У систему, он ће вероватно донирати електроне делу који има ниску концентрацију електрона или оксидованом окружењу, да би се изједначио са хемијским градијентом. Оксидовано окружење има висок редокс потенцијал, док редуковано окружење има низак редокс потенцијал.
Редокс потенцијал се контролише оксидационим стањем хемијске врсте, pH и количином кисеоника (O2) која постоји у систему. Оксидирајућа средина прихвата електроне због присуства O2, који делује као акцептор електрона:
{\displaystyle {\ce {O2 + 4 e- + 4 H+ <=>> 2 H2O}}}
Ова једначина ће имати тежњу померања удесно у киселим условима. Већи редокс потенцијали се налазе на нижим pH нивоима. Бактерије, хетеротрофни организми, троше кисеоник док разлажу органски материјал. Ово исцрпљује земљиште кисеоником, чиме се повећава редокс потенцијал. При високом редокс потенцијалу, оксидовани облик гвожђа, фери гвожђе (Fe3+), ће се обично депоновати као хематит. У условима ниског редокса, брзине разлагања се смањују и повећава се таложење феро гвожђа (Fe2+).
Коришћењем аналитичких геохемијских алата као што је рендгенска флуоресценција (XRF) или индуктивно спрегнута масена спектрометрија (ICP-MS), два облика Fe (Fe2+ и 3+) могу се мерити у древним стенама, чиме се одређује редокс потенцијал за древна тла.
Таква студија је урађена на стенама од перма до тријаса (старих 300–200 милиона година) у Јапану и Британској Колумбији. Геолози су пронашли хематит током раног и средњег перма, али су почели да проналазе редуковани облик гвожђа у пириту унутар древних тла близу краја перма и тријаса. Ови резултати сугеришу да су услови постали мање богати кисеоником, чак и аноксични, током касног перма, што је на крају довело до највећег изумирања у историји Земље, П-Т изумирања.
Разлагање у аноксичним или редукованим земљиштима врше и бактерије које редукују сумпор и које уместо O2 користе SO2−
4 као акцептор електрона и производе водоник сулфид и угљен-диоксид у том процесу:
{\displaystyle {\ce {2 H+ + SO4^2- + 2 [CH2O] <=> 2 CO2 + H2S + 2 H2O}}}
Гас  перколира навише и реагује са 2+ и таложи пирит, делујући као замка за отровни гас . Међутим,  је и даље велики део емисија из мочварног земљишта. У већини слатководних мочвара има мало сулфата (SO2−
4) тако да метаногенеза постаје доминантан облик разградња метаногених бактерија тек када се сулфат исцрпи. Ацетат, једињење које је нуспродукт ферментације целулозе, формирају метаногене бактерије да би произвеле метан (CH4) и угљен-диоксид (CO2), који се ослобађају у атмосферу. Метан се такође ослобађа током редукције CO2 од стране истих бактерија.